# Orthorhynchoides bispinosus
Orthorhynchoides bispinosus is een keversoort uit de familie Belidae. De wetenschappelijke naam van de soort is voor het eerst geldig gepubliceerd in 1853 door Perroud.